# 武井神社
武井神社（たけいじんじゃ）は、長野県長野市東町に鎮座し、妻科神社・湯福神社とともに善光寺三社（善光寺三鎮守）と言われる。その創立は定かではなく、持統5年（692年）頃ではないかという口伝もある。相殿神二柱は、後に合祀されたものである。

## 概要
社名のいわれは、信濃宝鑑に諏訪大社の領地を武井（武居）といい、同じ御祭神を奉祀することから武井神社と称す説と、神官武居祝（武井祝＝たけいほうり）一族が奉齋したことから武井神社と称したという説がある。上古は、武井明神・諏訪明神と呼ばれていた。現在の社名となったのは、文化4年（1807年）である。武井神社が鎮座する場所は、古い地図に、字（あざ）武井、南側の道路を武井小路と記されている。
また、かつて北に接して武井えびす社（現西宮神社）があった。

## 境内
明治30年（1897年）に境内が拡張されている。

### 拝殿
現在の拝殿は平成21年（2009年）に、平成22年御柱大祭記念事業として建て替えられた。
その前の拝殿は、弘化4年（1847年）の大震災で社殿が焼失し、13年後に建て替えられたものである。

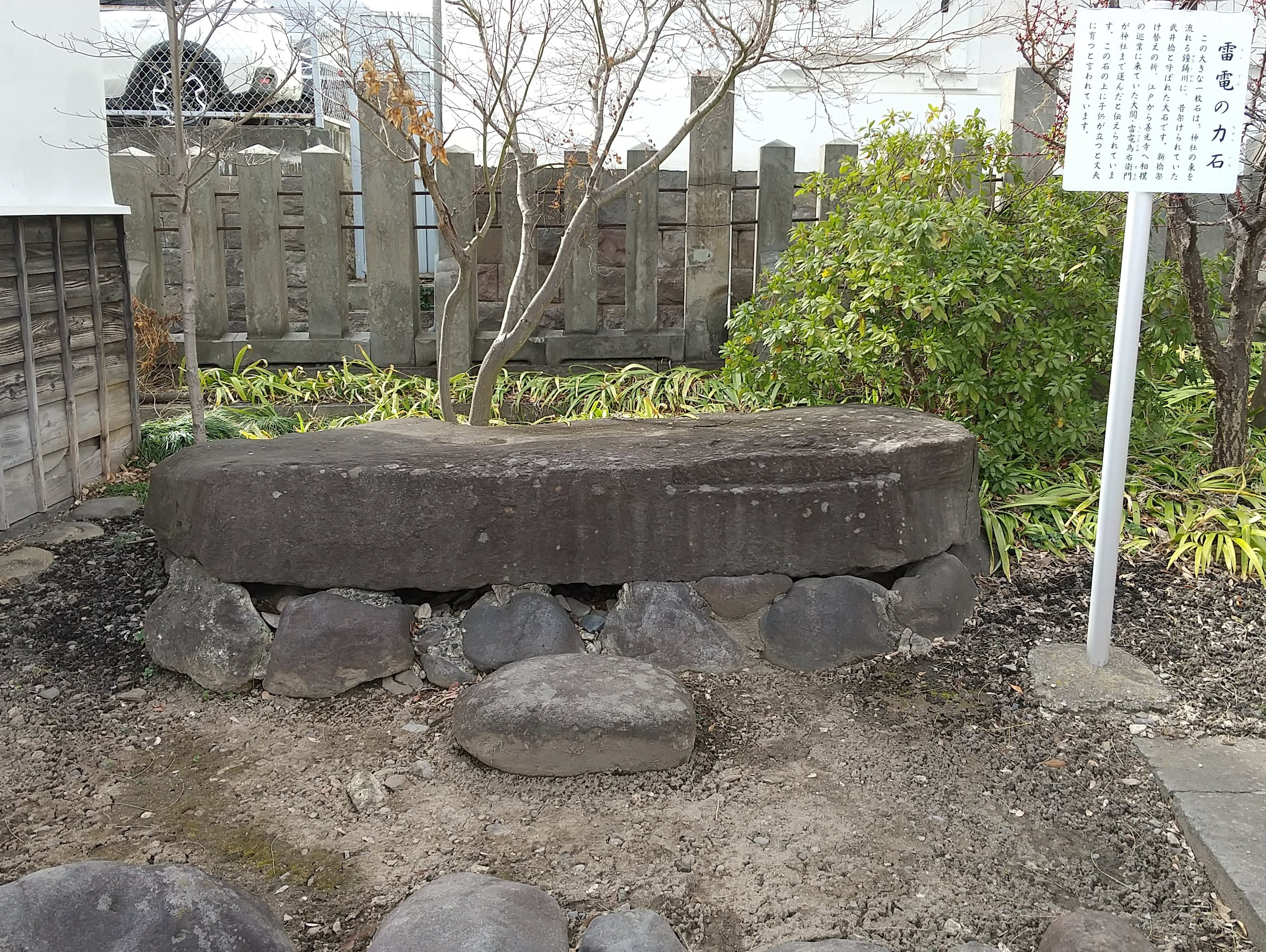
雷電の力石

### 雷電の力石
昔、神社の南東に川があり、そこにかかっていた橋を武井橋といった。この重い石橋を運ぶのに困っていたところ、善光寺へ相撲の巡業に来た雷電為右衛門が通りかかり、ここに動かしてくれたのだという伝承が残っている。また、この石の上に子供が立つと丈夫に育つといわれている（案内板より）。

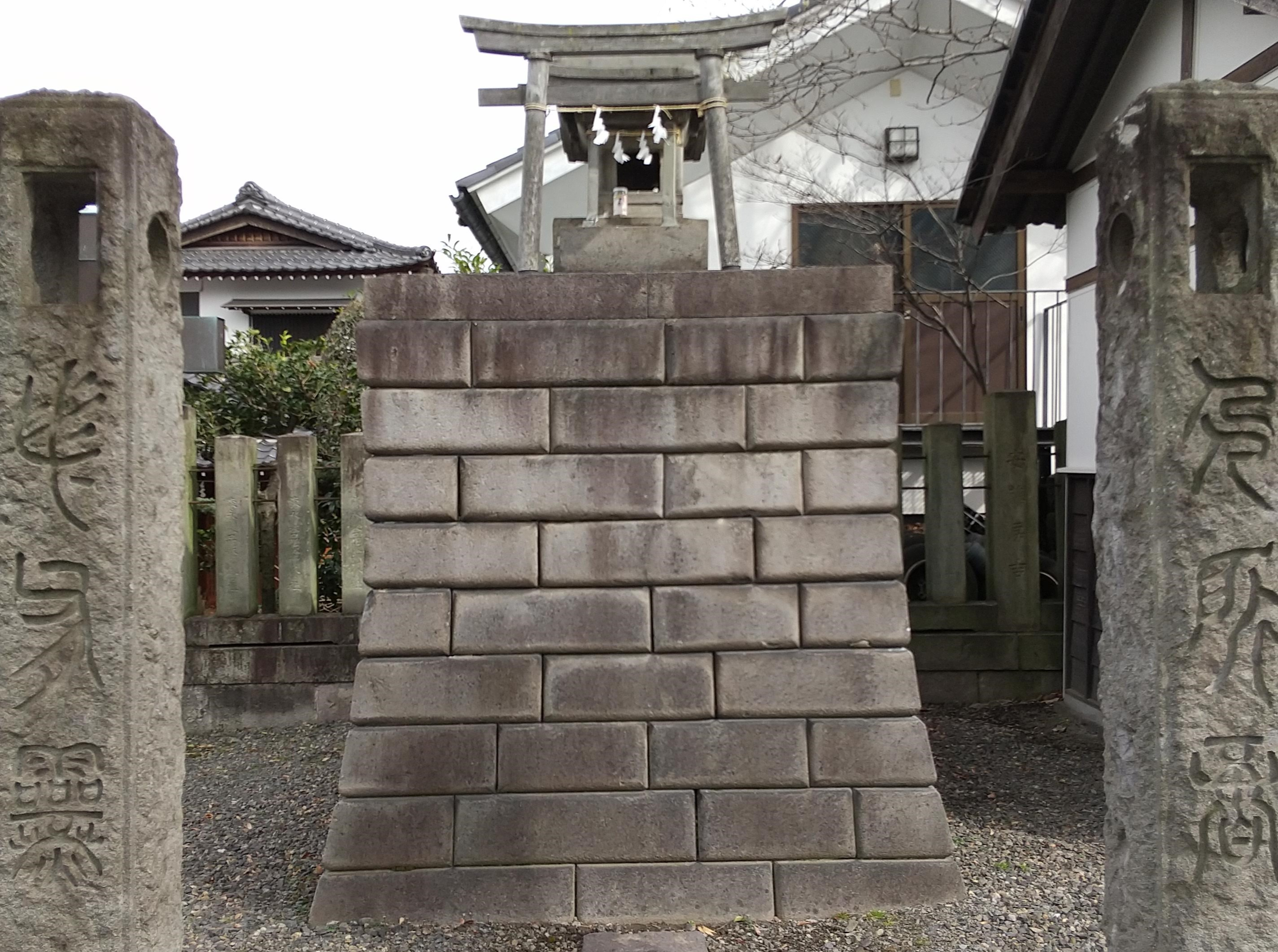
矢島稲荷社

### 矢島稲荷
昔、神社の北の岩石町に矢島市郎兵衛という目の不自由な男が住んでいた。毎晩、琵琶の稽古に向かうのに、必ず誰かが手を引いて助けてくれる。ある日、狐の死骸を発見し、その親切な人物の正体が狐だったことを知った。市郎兵衛はその狐の死骸を大切に持ち帰って家の庭に葬り、稲荷社を建てて祀ったという。それが寛政12年（1800年）のこと。その稲荷社は明治29年（1896年）に武井神社の境内に移され、今では矢島稲荷と呼ばれている。

### 猿田彦大神塔

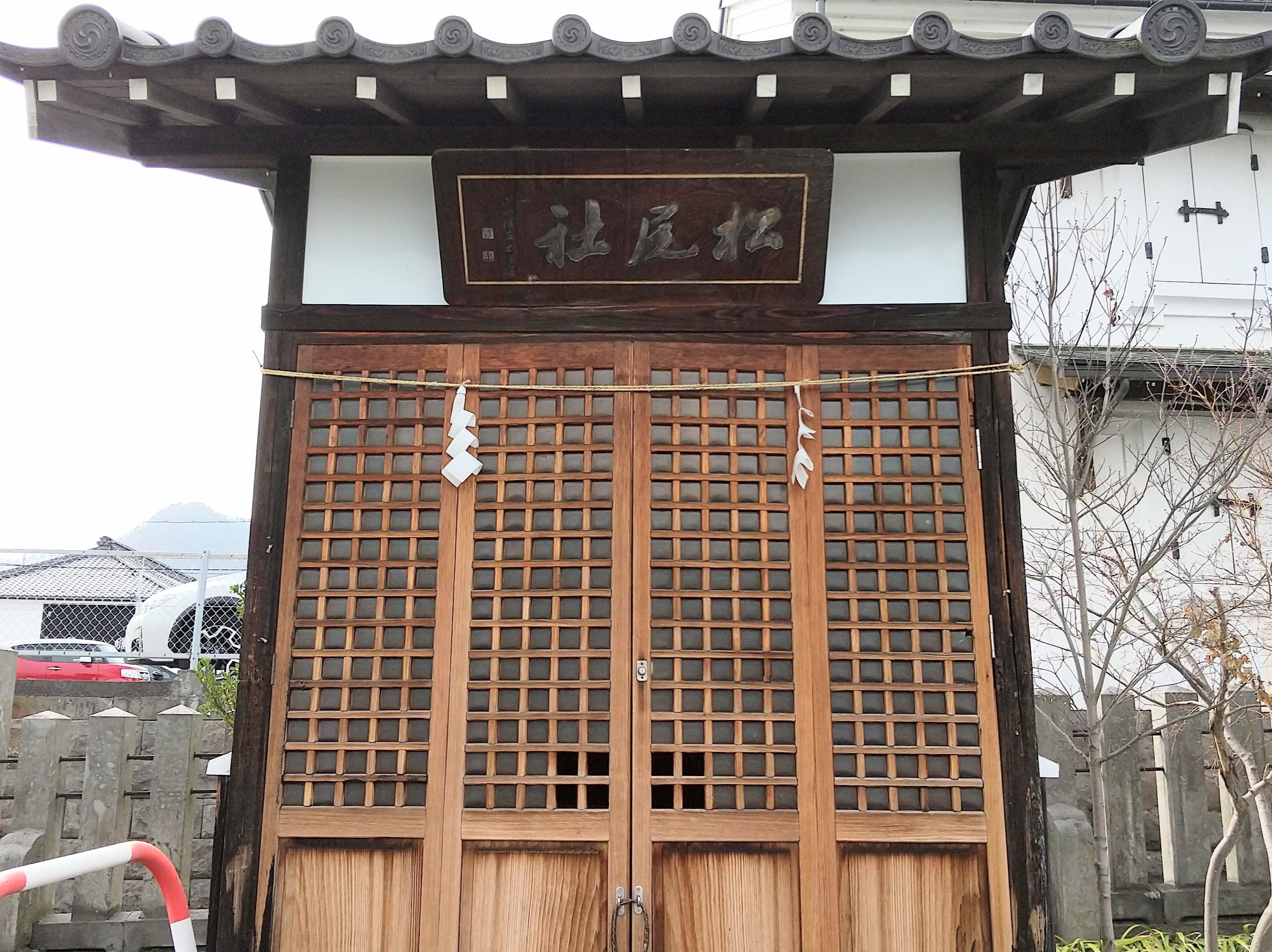
松尾社
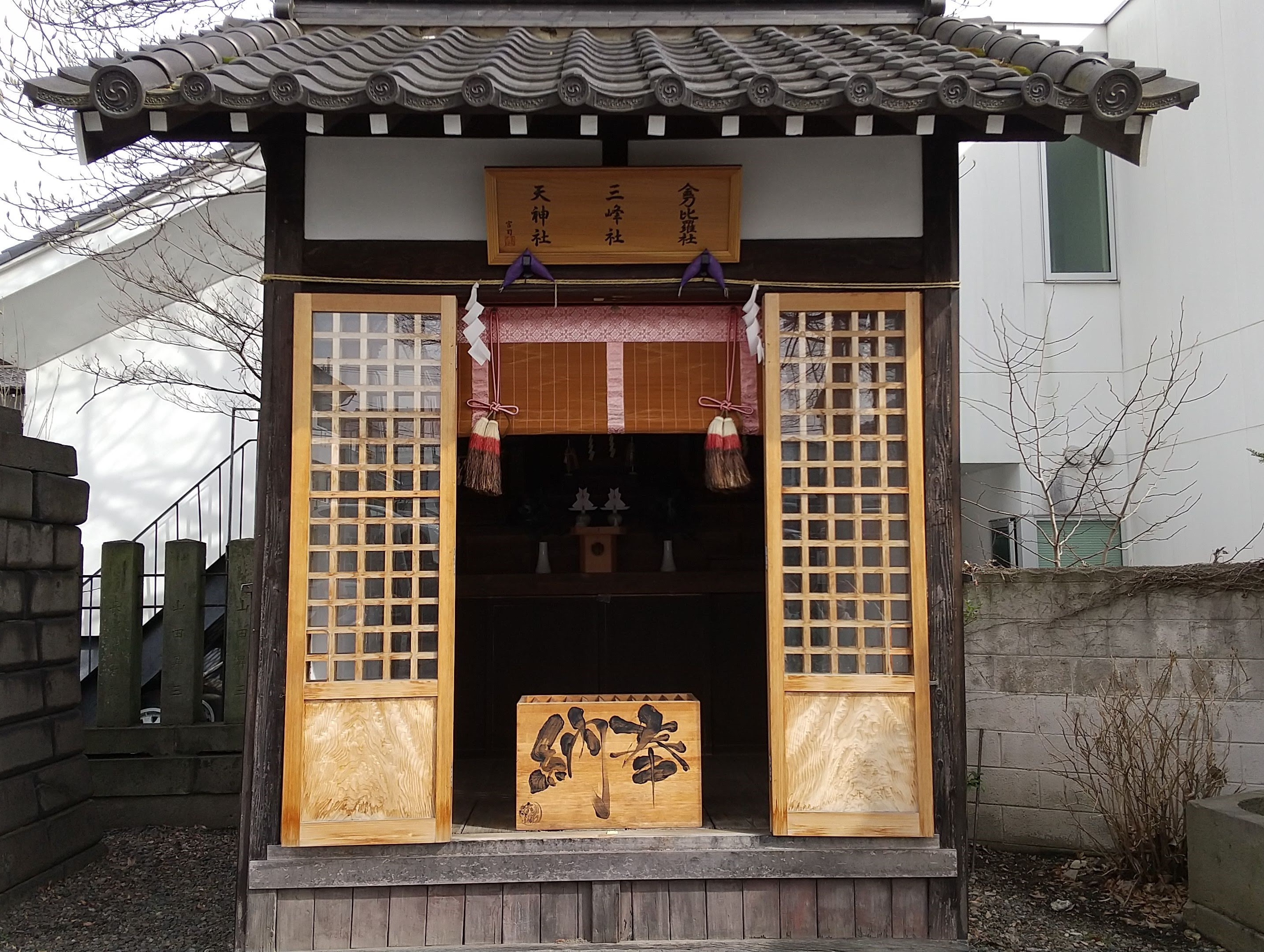
金毘羅社・三峰社・天神社
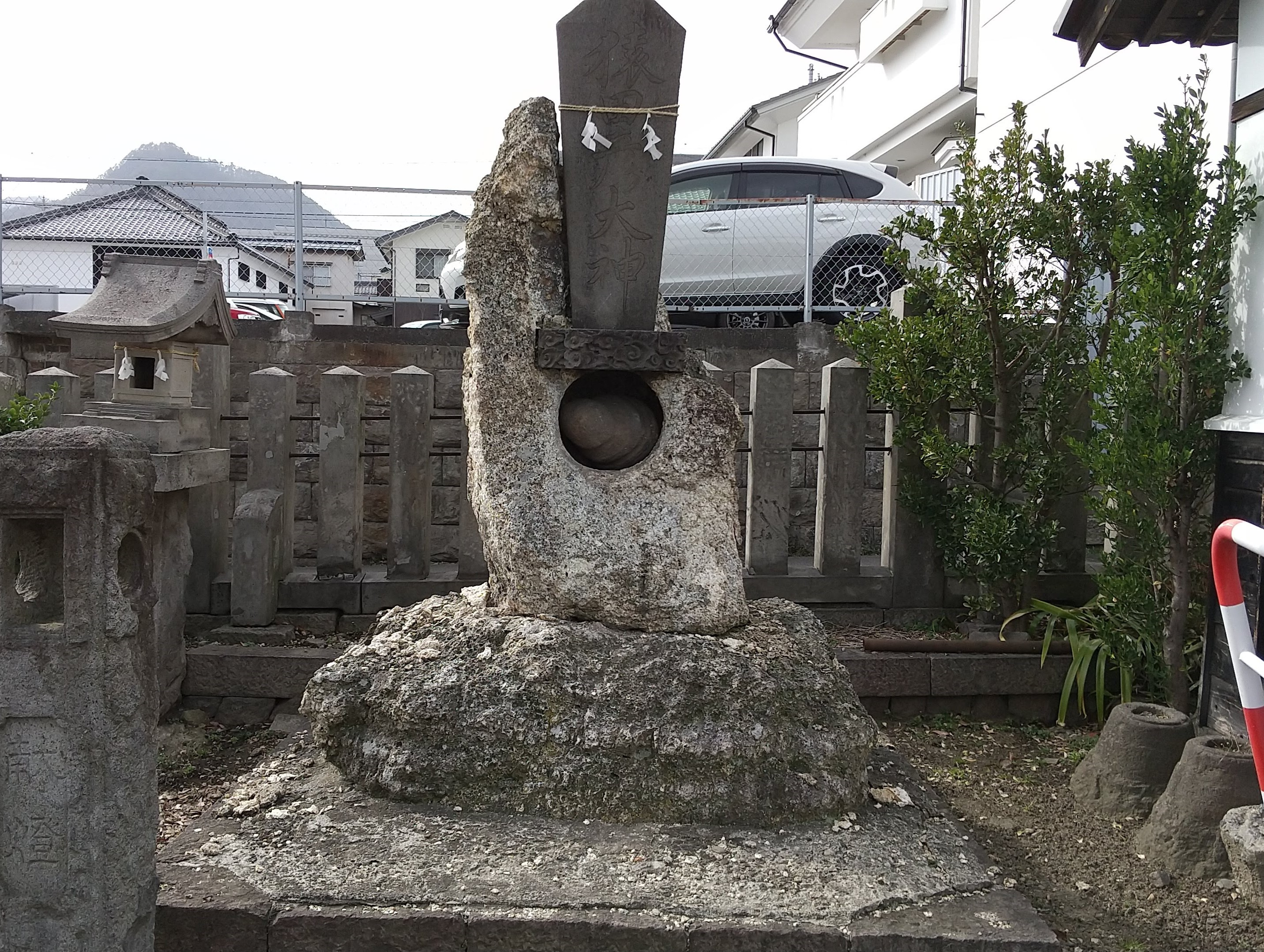
猿田彦大神塔

## 神事

### 御柱祭
諏訪大社の御柱祭と同じ寅年と申年に、武井神社、妻科神社、湯福神社の善光寺三社に水内大社を加えた4社が交替で勤行する。

### 御射山祭
8月26日夜、萱（ススキ）の穂と萱で作った神箸を御神前に供え、子供の無事育成・家内安全・商売繁昌等を祈願する。翌27日の朝、萱の神箸で、あずき粥を食べると、一年中健康に暮らせる御神徳があるとされる。

## 文化財
長野市指定有形文化財
- 御柱祭行列図大絵馬 - 万延元年（1860年）に描かれたもの。善光寺地震で武井神社は焼失したが、その13年後の遷宮祭の御柱行列の様子を描いている。[4]